# Hieorhij Kaszkan
Hieorhij Michajławicz Kaszkan (biał. Георгій Міхайлавіч Кашкан, ros. Георгий Михайлович Кашкан, Gieorgij Michajłowicz Kaszkan; ur. 19 października 1949 w Mińsku) – białoruski inżynier, ekonomista i polityk, deputowany do Rady Najwyższej Republiki Białorusi XIII kadencji, w latach 1996–2000 deputowany do Izby Reprezentantów Republiki Białorusi I kadencji.

## Życiorys

### Młodość i praca
Urodził się 19 października 1949 roku w Mińsku, w Białoruskiej SRR, ZSRR. W 1983 roku ukończył Wyższą Szkołę Ruchu Związkowego im. Szwiernika w Moskwie, w 1995 roku – Akademię Zarządzania przy Radzie Ministrów Republiki Białorusi, uzyskując wykształcenie ekonomisty.
W latach 1971–1973 pracował jako inżynier budowlany w Białoruskim Zjednoczeniu Budownictwa Montażowo-Specjalistycznego. W latach 1980–1987 był starszym inżynierem, kierownikiem działu zatrudnienia i płac Ministerstwa Budownictwa Montażowo-Specjalistycznego Białoruskiej SRR. W latach 1987–1990 pracował jako inżynier zatrudnienia i płac w Głównym Zjednoczeniu Budownictwa Zagranicznego w mieście Bagatura w Mongolii. W latach 1990–1994 pełnił funkcję zastępcy kierownika Wydziału Budownictwa Kapitalnego i Przesiedlenia w Komitecie Państwowym „Czarnobyl”. Od sierpnia 1994 roku był zastępcą szefa Działu Administracyjnego Prezydenta Republiki Białorusi. Będąc na tym stanowisku nadzorował działalność firmy „Torgekspo”, z którą związane były skandale, a także przedstawicielstwa Fundacji Machmuda Esambajewa. Zrezygnował ze stanowiska po wypadku samochodowym.

### Działalność parlamentarna
W drugiej turze wyborów parlamentarnych 28 maja 1995 roku został wybrany na deputowanego do Rady Najwyższej Republiki Białorusi XIII kadencji z wołożyńskiego okręgu wyborczego nr 184. 9 stycznia 1996 roku został zaprzysiężony na deputowanego. Od 23 stycznia pełnił w Radzie Najwyższej funkcję członka Stałej Komisji ds. Katastrofy Czarnobylskiej. Był bezpartyjny. Poparł dokonaną przez prezydenta Alaksandra Łukaszenkę kontrowersyjną i częściowo nieuznaną międzynarodowo zmianę konstytucji. 27 listopada 1996 roku przestał uczestniczyć w pracach Rady Najwyższej i wszedł w skład utworzonej przez prezydenta Izby Reprezentantów Zgromadzenia Narodowego Republiki Białorusi I kadencji. Pełnił w niej funkcję członka Stałej Komisji ds. Budownictwa Państwowego, Samorządu Lokalnego i Regulaminu. Zgodnie z Konstytucją Białorusi z 1994 roku jego mandat deputowanego do Rady Najwyższej formalnie zakończył się 9 stycznia 2001 roku; kolejne wybory do tego organu jednak nigdy się nie odbyły. Jego kadencja w Izbie Reprezentantów I kadencji zakończyła się 21 listopada 2000 roku.

## Życie prywatne
Hieorhij Kaszkan jest żonaty, ma syna. W 1995 roku mieszkał w Mińsku.